# Literatura mesopotàmica
La literatura mesopotàmica engloba el conjunt d'escrits fets a l'antiga Mesopotàmia, que comprèn les cultures sumèria, assíria i babilònica. Es conserva en tauletes d'argila, que formaven part d'un bon nombre d'arxius i biblioteques com la d'Assurbanipal, a Nínive, on hi havia més de vint mil texts. Hi ha una notable imprecisió cronològica pel que fa al període en què foren redactades les obres, ja que ens han arribat en còpies d'època molt posterior (el cas, per exemple, del Poema de Guilgameix).
Entre les característiques principals de la literatura mesopotàmica destaquen: 
- Preponderància de la poesia sobre la prosa;
- Predomini de l'èpica i dels mites sobre els altres gèneres literaris;
- Presència omnímoda de la religió en l'obra literària a causa de la seva importància en la vida;
- Obsessió per la immortalitat i per la vida en el món inferior;
- Anonimat de l'obra literària (però el primera autor conegut, la poetessa Enheduanna pertany a aquesta cultura)

## Gènere èpic
Un dels gèneres més importants n'és l'èpica. Dels sumeris, tenim tres composicions centrades entorn de la figura històrica de Guilgameix, rei d'Uruk: 
- Guilgameix i Aga, que descriu la lluita del primer amb el segon, rei de Kix;
- Guilgameix i el País dels vius, sobre la recerca de la immortalitat;
- La mort de Guilgameix.

Pel costat babilònic, hom disposa de tres obres mestres:
- el Poema de la Creació o Enuma Elix, que narra la creació de l'ésser humà.
- el Poema o Epopeia de Guilgameix, compost de dotze tauletes.
- el Poema d'Atrahasis, que tracta dels pecats de l'ésser humà i el seu càstig amb pluges i diluvi.

De caràcter també èpic, són una sèrie de narracions històriques assíries, entre les quals destaquen: 
- el relat de la victòria d'Adad-nirari I (1307-1275 aC) sobre el rei cassita Nazimaruttaix
- el triomf de Tukulti-Ninurta I (1244-1208 aC) sobre el també cassita Kaistiliaš IV.

## Gènere mític
La influència de la religió en la literatura mesopotàmica, en general, esdevé aclaparadora en el cas dels mites.
Relats sumeris: 
- Enki i Ninhursag, qualificat de mite del Paradís;
- Dumuzi i Enkimdu, on es narra una situació similar a la de Caín i Abel;
- el Descens d'Inanna al món inferior, prototip del Descens d'Ištar dels babilonis.

Relats babilonis:
- La Creació de l'home per la dea Mare, feta a base d'argila barrejada amb la carn i la sang d'un déu;
- el Mite d'Adapa, que insisteix en el tema de la immortalitat;
- el Mite de Nergal i Ereškigal,
- el Descens d'Ištar al món inferior;
- el Mite de Zu (robatori de les tauletes del destí per aquest déu ocell) i
- el Mite d'Etana, l'home que pujà al cel damunt el llom d'una àguila per buscar-hi la "planta de vida".

## Altres gèneres
El gènere de les lamentacions, documentat també a la Bíblia (Ekhah o Lamentacions).
- Lamentació sobre la destrucció d'Ur, sumèria.

La literatura sapiencial: 
- l'Eclesiastès babilònic
- la Teodicea babilònica
- el famós Ludlul bel nemeqi («adoraré el senyor de la saviesa»), qualificat com el «Job babiloni».

També tenim obres del gènere dels proverbis, les disputes sumèries i finalment, el gènere de les faules, bastant conreat pels babilonis. En són exemples: 
- el Cavall i el bou,
- el Mosquit i l'elefant i
- la Disputa entre la palmera datilera i el tamariu.

La literatura mesopotàmica exercí una influència sobre d'altres de l'orient antic, especialment sobre l'hebrea o bíblica, com resulta evident per tots els paral·lelismes, nombrosos i importants, que hom ha pogut detectar entre l'una i l'altra (el més important és el del relat del diluvi a la tauleta XI de l'Epopeia de Guilgameix i al Gènesi, 7-8).